# 和泉桂
和泉 桂（いずみ かつら、12月24日 - ）は、日本の小説家。横浜市出身。A型。
1995年『犬とロマンチスト』（竹書房『A-sh!』11月号掲載）でデビュー。ボーイズラブ作品を多数手がける。小説家ユニット「Unit Vanilla」のメンバーの一人。
代表作は、『清澗寺家シリーズ』（幻冬舎コミックス）

## 作品
ドラマCD化＝*印

### 小説

#### シリーズ
- キスシリーズ（講談社・講談社X文庫ホワイトハート）
  - キスが届かない
  - キスの温度
  - キスさえ知らない
  - キスをもう一度
  - 不器用なキス
  - キスの予感
  - キスの法則
  - キスの欠片
  - キスのためらい
  - 約束のキス
  - 永遠より長いキス
  - 微熱のカタチ
  - 吐息のジレンマ
  - 束縛のルール
  - 欲張りなブレス
- レッスンシリーズ（講談社・講談社X文庫ホワイトハート）
  - スウィート・レッスン*
  - シークレット・レッスン*
  - ラヴァーズ・レッスン*
- 清澗寺家シリーズ（幻冬舎コミックス・幻冬舎ルチル文庫）
  - この罪深き夜に*
  - 夜ごと蜜は滴りて*
  - せつなさは夜の媚薬*
  - 罪の褥も濡れる夜*
  - 紅楼の夜に罪を咬む
  - 終わりなき夜の果て（上、下）*
  - 狂おしき夜に生まれ
  - 暁に濡れる月（上、下）
  - 暁に堕ちる星
  - 暁天の彼方に降る光（上、下）
  - 絢爛 ―清澗寺家プレミアムブック―
- プライスシリーズ（講談社・講談社X文庫ホワイトハート）
  - ふらちな恋のプライス*
  - 内緒のキスのプライス
  - 溺れる愛のプライス
  - いとしい声のプライス
  - 焦がれる愛のリミット
  - あふれる熱のリミット
- 罪シリーズ（フロンティアワークス・ダリア文庫（1巻の旧版版：ムービック・ダリアノベルズ））
  - 有罪*
  - 原罪*
  - 贖罪*
  - 堕罪
  - 恋罪 小冊子付き限定版
- 桃華異聞シリーズ（幻冬舎コミックス・幻冬舎ルチル文庫）
  - 宵待の戯れ
  - 宵闇の契り
  - 宵月の惑い
  - 宵星の憂い
- 神獣異聞シリーズ（幻冬舎コミックス・リンクスロマンス）
  - 花を秘する龍
  - 月宮を乱す虎
  - 神子を娶る蛇
- 嘯風館シリーズ（幻冬舎コミックス・リンクスロマンス）
  - 佳人は愛で綻びる
  - 雛雪華は愛で蕩ける
  - 鳥は愛で孵る
  - 翠葉は愛で煌めく

その他シリーズ
- 春楡館に秘める鍵（大洋図書・SHYノベルス）

蘭閨館の虜囚
- 姫君の輿入れ（大洋図書・SHYノベルス）*

貴公子の求婚
- 葬月記（一迅社・一迅社文庫アイリス）

葬月記 風沙の章
- タナトスの双子 1912（大洋図書・SHYノベルス）*

タナトスの双子 1917*
- 蜂蜜彼氏（幻冬舎コミックス・幻冬舎ルチル文庫）

溺愛彼氏
- 百合と悪党（幻冬舎コミックス・幻冬舎ルチル文庫）

薔薇と執事
- 彼氏(仮)?（幻冬舎コミックス・幻冬舎ルチル文庫）

兄弟(仮)!
- 花舞う夜に奪う愛（幻冬舎コミックス・幻冬舎ルチル文庫）

花待つ君に捧ぐ愛
- 灰かぶりの婚姻～つがいのおとぎ話～（海王社・ガッシュ文庫）

薔薇と野獣～つがいのおとぎ話～

#### その他
- ぬくもりの魔法（心交社・ショコラノベルス）
- SLOW LOVE（心交社・ショコラノベルス）
- 恋愛クロニクル（講談社・講談社X文庫ホワイトハート）
- そして僕は恋をする（ハイランド・ラキアノベルズ）
- ヴァニラな欲望（心交社・ショコラノベルス）
- シュガー・ベイビー（リーフ出版・リーフノベルズ）
- 甘い雫の満ちる夜（大洋図書・SHYノベルス）
- 薔薇の調律（雄飛・アイノベルズ）
- 秘めやかな契約（成美堂出版・クリスタル文庫）
- 主人の本分（ハイランド・ラキア・スーパーエクストラ・ノベルズ（新装版：幻冬舎コミックス・幻冬舎ルチル文庫））
- 君のその手を離さない（講談社・講談社X文庫ホワイトハート）
- とらわれの蜜月（幻冬舎コミックス・リンクスロマンス）
- 駆け引きのレシピ（幻冬舎コミックス・幻冬舎ルチル文庫）*
- ふしだらで甘い誘惑（フロンティアワークス・ダリア文庫）
- 情熱の甘い棘（成美堂出版・クリスタル文庫）
- 揺れる吐息に誘われて（幻冬舎コミックス・リンクスロマンス）
- お気に召すまで（リブレ出版・ビーボーイスラッシュノベルズ）
- 闇に契りし者、汝の血を（大洋図書・SHYノベルス）*
- しのぶれど（リブレ出版・ビーボーイノベルズ）
- ファーストステップ（幻冬舎コミックス・幻冬舎ルチル文庫）
- 水面に睡る月（幻冬舎コミックス・幻冬舎ルチル文庫）
- バロックの裔〜無垢なまなざし〜（幻冬舎コミックス・リンクスロマンス）
- 荊の枷鎖（幻冬舎コミックス・幻冬舎ルチル文庫）
- 凍える吐息（幻冬舎コミックス・リンクスロマンス）
- 君のいない夜（大洋図書・SHYノベルス）
- 七つの海より遠く（幻冬舎コミックス・幻冬舎ルチル文庫）
- 饒舌な視線（幻冬舎コミックス・幻冬舎ルチル文庫）
- ぜんぶ、猫のせい ～木蘭町の謎解き事件簿～（フロンティアワークス・ダリア文庫）
- 魔法のキスより甘く（幻冬舎コミックス・幻冬舎ルチル文庫）
- Time Away（幻冬舎コミックス・幻冬舎ルチル文庫）
- PROMISED LOVE（新書館） - 漫画・INNOCENT LOVEの攻視点が描かれている
- 花嫁さん、お貸しします（幻冬舎コミックス・幻冬舎ルチル文庫）
- この罪深き夜に（幻冬舎コミックス・幻冬舎ルチル文庫）
- 花婿さん、お借りします（幻冬舎コミックス・幻冬舎ルチル文庫）
- 騎士と無垢な罪人（KADOKAWA・角川ルビー文庫）
- 東都日報絵師の事件帖 帝都の夜に潜む罪（KADOKAWA・富士見L文庫）
- 淫紋の贄（海王社・ガッシュ文庫）
- 睡郷の獣（幻冬舎コミックス・リンクスロマンス）
- 子爵と冷たい華（海王社・ガッシュ文庫）
- 鳥籠（幻冬舎コミックス・リンクスロマンス）
- スープ屋かまくら来客簿 あやかしに効く春野菜の夕焼け色スープ（KADOKAWA・富士見L文庫）
- かまくら『めし屋』のおもてなし ふるさとの味白石うーめん（KADOKAWA・富士見L文庫）
- 恋は引く手に好手あり（幻冬舎コミックス・幻冬舎ルチル文庫）
- 狼の末裔 囚われの花嫁（幻冬舎コミックス・リンクスロマンス）
- キッチンカー鎌倉、推して参る 再出発のバインミー（KADOKAWA・富士見L文庫）
- 内親王の降嫁（幻冬舎コミックス・リンクスロマンス）
- 皇帝陛下の美食王膳 陽春国宮廷料理帖（双葉社・双葉文庫）
- 真紅の背反（二見書房・シャレード文庫）
- 北鎌倉の豆だぬき 売れない作家とあやかし四季ごはん（三公社・SKYHIGH文庫）
- 陰陽師一行、平安京であやかし回収いたします（二見書房・二見サラ文庫）

### 漫画原作
- いましめと愛の契り（幻冬舎コミックス・バーズコミックス ルチルコレクション）
- マハラジャ(藩王)と私（幻冬舎コミックス・バーズコミックス ルチルコレクション）
- 花盗人（幻冬舎コミックス・バーズコミックス ルチルコレクション）
- INNOCENT LOVE（新書館・ディアプラス・コミックス） - 小説・PROMISED LOVEの受視点が描かれている